# Olympische Sommerspiele 1936/Teilnehmer (Vereinigte Staaten)
| Gelbes Symbol für Goldmedaillen mit stilisierten Olympischen Ringen | Graues Symbol für Silbermedaillen mit stilisierten Olympischen Ringen | Braundes Symbol für Bronzemedaillen mit stilisierten Olympischen Ringen |
| ------------------------------------------------------------------- | --------------------------------------------------------------------- | ----------------------------------------------------------------------- |
| 24                                                                  | 20                                                                    | 12                                                                      |

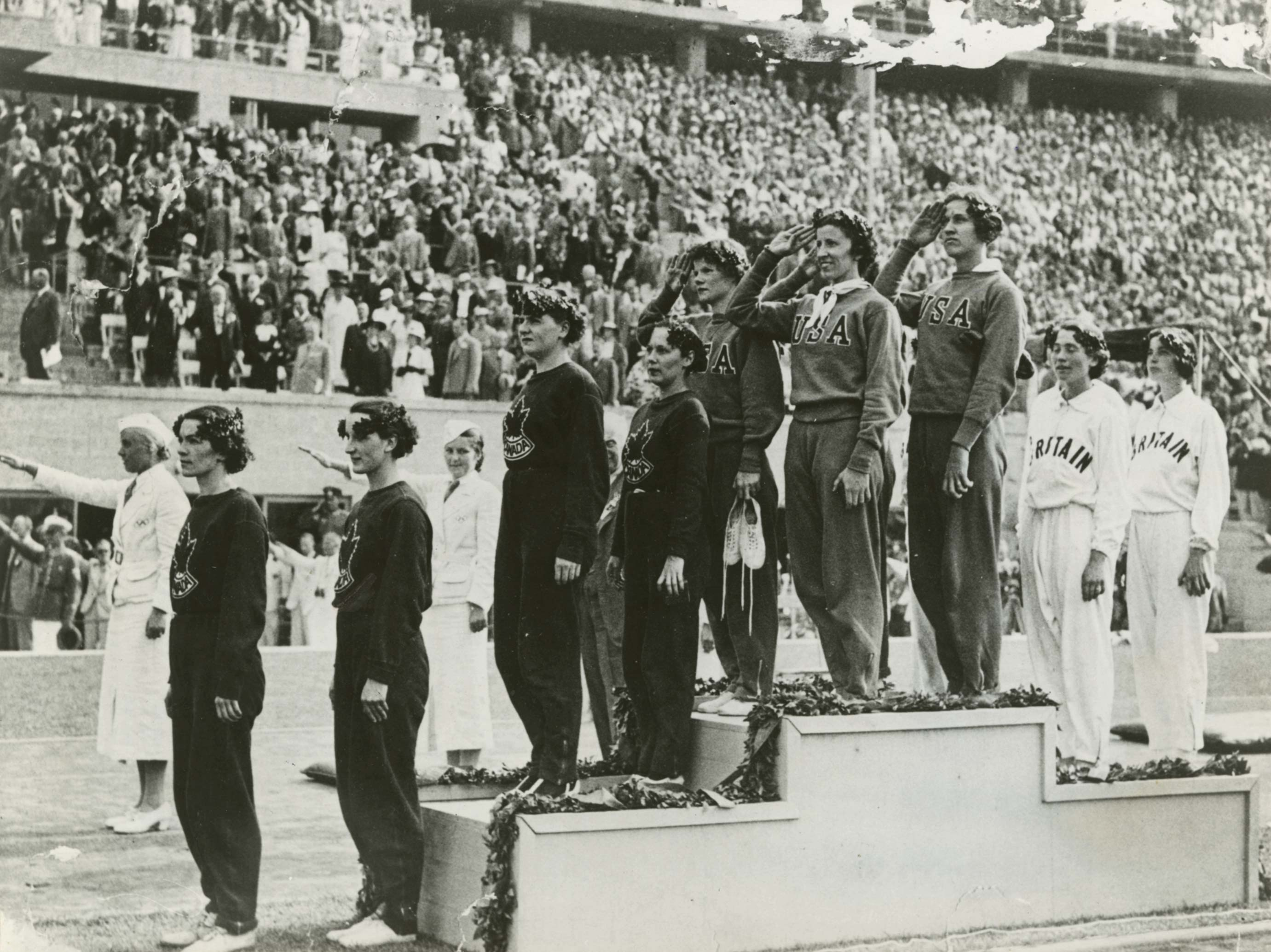
4-mal-100-Meter-Staffel der Frauen

Die Vereinigten Staaten nahmen an den Olympischen Sommerspielen 1936 in Berlin mit einer Delegation von 312 Athleten teil. Fahnenträger bei der Eröffnungsfeier war Alfred Jochim.

## Medaillen
Anmerkung: Die in den Kunstwettbewerben gewonnenen Medaillen werden nicht im Medaillenspiegel aufgeführt.

### Gold
| Name | Sportart       | Wettkampf                |
| --- | -------------- | ------------------------ |
| Jesse Owens                                                                                                  | Leichtathletik | 100 m Männer             |
| Jesse Owens                                                                                                  | Leichtathletik | 200 m Männer             |
| Jesse Owens                                                                                                  | Leichtathletik | Weitsprung               |
| Archie Williams                                                                                              | Leichtathletik | 400 m Männer             |
| John Woodruff                                                                                                | Leichtathletik | 800 m Männer             |
| Forrest Towns                                                                                                | Leichtathletik | 110 m Hürden Männer      |
| Glenn Hardin                                                                                                 | Leichtathletik | 400 m Hürden Männer      |
| Jesse Owens, Ralph Metcalfe, Foy Draper, Frank Wykoff                                                        | Leichtathletik | 4 × 100 m Staffel Männer |
| Ken Carpenter                                                                                                | Leichtathletik | Diskus Männer            |
| Cornelius Johnson                                                                                            | Leichtathletik | Hochsprung Männer        |
| Earle Meadows                                                                                                | Leichtathletik | Stabhochsprung Männer    |
| Glenn Morris                                                                                                 | Leichtathletik | Zehnkampf Männer         |
| Helen Stephens                                                                                               | Leichtathletik | 100 m Frauen             |
| Harriet Bland, Annette Rogers, Betty Robinson, Helen Stephens                                                | Leichtathletik | 4 × 100 m Staffel Frauen |
| Jack Medica                                                                                                  | Schwimmen      | 400 m Freistil Männer    |
| Adolph Kiefer                                                                                                | Schwimmen      | 100 m Rücken Männer      |
| Marshall Wayne                                                                                               | Wasserspringen | Turmspringen Männer      |
| Dick Degener                                                                                                 | Wasserspringen | Kunstspringen Männer     |
| Dorothy Poynton                                                                                              | Wasserspringen | Turmspringen Frauen      |
| Marjorie Gestring                                                                                            | Wasserspringen | Kunstspringen Frauen     |
| Chuck Day, Shorty Hunt, Gordon Adam, Don Hume, Jim McMillin, Bob Moch, Roger Morris, Joe Rantz, Johnny White | Rudern         | Achter                   |
| Team | Basketball     | Männer                   |
| Tony Terlazzo                                                                                                | Gewichtheben   | Federgewicht Männer      |
| Frank Lewis                                                                                                  | Ringen         | Weltergewicht Männer     |

### Silber
| Name                                                  | Sportart           | Wettkampf                    |
| ----------------------------------------------------- | ------------------ | ---------------------------- |
| Ralph Metcalfe                                        | Leichtathletik     | 100 m Männer                 |
| Mack Robinson                                         | Leichtathletik     | 200 m Männer                 |
| Glenn Cunningham                                      | Leichtathletik     | 1500 m Männer                |
| Harold Cagle, Bob Young, Edward O’Brien, Al Fitch     | Leichtathletik     | 4 × 400 m Staffel Männer     |
| Dave Albritton                                        | Leichtathletik     | Hochsprung Männer            |
| Gordon Dunn                                           | Leichtathletik     | Diskus Männer                |
| Bob Clark                                             | Leichtathletik     | Zehnkampf Männer             |
| Jack Medica                                           | Schwimmen          | 1500 m Freistil Männer       |
| Albert Vande Weghe                                    | Schwimmen          | 100 m Rücken Männer          |
| Ralph Flanagan, John Macionis, Paul Wolf, Jack Medica | Schwimmen          | 4 × 200 m Freistil Männer    |
| Marshall Wayne                                        | Wasserspringen     | Kunstspringen Männer         |
| Elbert Root                                           | Wasserspringen     | Turmspringen Männer          |
| Katherine Rawls                                       | Wasserspringen     | Kunstspringen Frauen         |
| Velma Dunn                                            | Wasserspringen     | Turmspringen Frauen          |
| Ross Flood                                            | Ringen             | Bantamgewicht Männer         |
| Francis Millard                                       | Ringen             | Federgewicht Männer          |
| Dick Voliva                                           | Ringen             | Mittelgewicht Männer         |
| George Wilson                                         | Boxen              | Bantamgewicht Männer         |
| Charles Leonard                                       | Moderner Fünfkampf | Männer                       |
| Earl Foster Thomson                                   | Reiten             | Vielseitigkeit Einzel Männer |
| Charles Downing Lay                                   | Kunstwettbewerbe   | Städtebauliche Entwürfe      |

### Bronze
| Name                                                       | Sportart       | Wettkampf                   |
| ---------------------------------------------------------- | -------------- | --------------------------- |
| Jimmy LuValle                                              | Leichtathletik | 400 m Männer                |
| Fritz Pollard                                              | Leichtathletik | 110 m Hürden Männer         |
| Jack Parker                                                | Leichtathletik | Zehnkampf Männer            |
| Delos Thurber                                              | Leichtathletik | Hochsprung Männer           |
| Alice Bridges                                              | Schwimmen      | 100 m Rücken Frauen         |
| Lenore Kight                                               | Schwimmen      | 400 m Freistil Frauen       |
| Katherine Rawls, Bernice Lapp, Mavis Freeman, Olive McKean | Schwimmen      | 4 × 100 m Freistil Frauen   |
| Alan Greene                                                | Wasserspringen | Kunstspringen Männer        |
| Dorothy Poynton                                            | Wasserspringen | Kunstspringen Frauen        |
| Louis Laurie                                               | Boxen          | Fliegengewicht Männer       |
| Dan Barrow                                                 | Rudern         | Einer Männer                |
| Ernie Riedel                                               | Kanu           | Einer-Kajak 10.000 m Männer |

## Sportarten

### Basketball
- Männer
Gold
- Ralph Bishop
- Joe Fortenberry
- Carl Knowles
- Jack Williamson Ragland
- Carl Shy
- William John Wheatley
- Francis Johnson
- Samuel Balter
- John Haskell Gibbons
- Frank Lubin
- Arthur Owen Mollner
- Donald Arthur Piper
- Willard Theodore Schmidt
- Duane Swanson

### Boxen
- George Wilson
Bantamgewicht: Silber
- Louis Laurie
Fliegengewicht: Bronze
- Ted Kara
Federgewicht: 5. Platz
- Andrew Scrivani
Leichtgewicht: 5. Platz
- Chester Rutecki
Weltergewicht: 9. Platz
- Jimmy Clark
Mittelgewicht: 5. Platz
- Carl Vinciquerra
Halbschwergewicht: 16. Platz
- Art Oliver
Schwergewicht: 9. Platz

### Fechten
| Männer - Joe Levis Florett Einzel Florett Team: 5. Platz - Hugh Alessandroni Florett Einzel Florett Team: 5. Platz - Bill Pecora Florett Einzel Florett Team: 5. Platz - John Potter Florett Team: 5. Platz - John Hurd Florett Team: 5. Platz - Warren Dow Florett Team: 5. Platz - Gustave Heiss Degen Einzel Degen Team: 5. Platz - Frank Righeimer Degen Einzel Degen Team: 5. Platz - Frederick Weber Degen Einzel - Thomas J. Sands Degen Team: 5. Platz - Tracy Jaeckel Degen Team: 5. Platz - Joe de Capriles Degen Team: 5. Platz - Andrew Boyd Degen Team: 5. Platz - John Huffman Säbel Einzel Säbel Team: 5. Platz - Peter Bruder Säbel Einzel Säbel Team: 5. Platz - Norman Cohn-Armitage Säbel Einzel Säbel Team: 5. Platz - Miguel de Capriles Säbel Team: 5. Platz - Bela De Nagy Säbel Team: 5. Platz - Samuel Stewart Säbel Team: 5. Platz | Frauen - Marion Lloyd Florett Einzel - Dorothy Locke Florett Einzel - Joanna de Tuscan Florett Einzel |

### Fußball
- Männer
5. Platz
- Charlie Altemose
- Frank Bartkus
- James Crockett
- Bill Fiedler
- Andrew Gajda
- Frank Greinert
- Fred Lutkefedder
- George Nemchik
- Peter Pietras
- Francis Ryan
- Fred Zbikowski

### Gewichtheben
- Tony Terlazzo
Federgewicht: Gold
- John Terry
Federgewicht: 7. Platz
- John Terpak
Leichtgewicht: 5. Platz
- Bob Mitchell
Leichtgewicht: 8. Platz
- Stanley Kratkowski
Mittelgewicht: 5. Platz
- Walter Good
Mittelgewicht: 14. Platz
- Bill Good
Leichtschwergewicht: 7. Platz
- John Miller
Leichtschwergewicht: 9. Platz
- John Grimek
Schwergewicht: 9. Platz
- Dave Mayor
Leichtschwergewicht: 12. Platz

### Handball
- Männer
6. Platz
- William Ahlemeyer
- Walter Bowden
- Charles Dauner
- Edward Hagen
- Joe Kaylor
- Fred Leinweber
- Henry Oehler
- Otto Oehler
- Herbert Oehmichen
- Willy Renz
- Alfred Rosesco
- Edmund Schallenberg
- Phillip Schupp
- Gerard Yantz

### Hockey
- Männer
10. Platz
- Bill Boddington
- Lanny Buck
- Amos Deacon
- Horace Disston
- Samuel Ewing
- Paul Fentress
- James Gentle
- Elwood Godfrey
- Lawrence Knapp
- David McMullin
- Leonard O’Brien
- Charles Sheaffer
- Alexis Thompson
- Jack Turnbull

### Kanu
- Ernie Riedel
Einer-Kajak 1000 m: 4. Platz
Einer-Kajak 10.000 m: Bronze 
Zweier-Canadier 1000 m
- Burr Folks
Zweier-Canadier 1000 m
Einer-Kajak (Faltboot) 10.000 m: 10. Platz
- William Gaehler
Zweier-Kajak 10.000 m: 7. Platz
- William Lofgren
Zweier-Kajak 10.000 m: 7. Platz
- Joseph Hasenfus
Einer-Canadier 1000 m: 5. Platz
Zweier-Canadier 10.000 m: 5. Platz
- Clarence McNutt
Zweier-Canadier 1000 m: 5. Platz
- Robert Graf
Zweier-Canadier 1000 m: 5. Platz
- Walter Hasenfus
Zweier-Canadier 10.000 m: 5. Platz
- John Lysak
Zweier-Kajak (Faltboot) 10.000 m: 7. Platz
- James O’Rourke
Zweier-Kajak (Faltboot) 10.000 m: 7. Platz

### Leichtathletik
| Männer - Jesse Owens 100 m: Gold 200 m: Gold Weitsprung: Gold 4 × 100 m Staffel: Gold - Ralph Metcalfe 100 m: Silber 4 × 100 m Staffel: Gold - Frank Wykoff 100 m: 4. Platz 4 × 100 m Staffel: Gold - Mack Robinson 200 m: Silber - Bob Packard 200 m - Archie Williams 400 m: Gold - James LuValle 400 m: Bronze - Harold Smallwood 400 m - John Woodruff 800 m: Gold - Charles Hornbostel 800 m: 5. Platz - Harry Williamson 800 m: 6. Platz - Glenn Cunningham 1500 m: Silber - Archie San Romani 1500 m: 4. Platz - Gene Venzke 1500 m: 9. Platz - Louis Zamperini 5000 m: 8. Platz - Donald Lash 5000 m: 13. Platz 10.000 m: 8. Platz - Tom Deckard 5000 m - Eino Pentti 10.000 m: 16. Platz - Stanley Wudyka 10.000 m - Johnny Kelley Marathon: 18. Platz - Tarzan Brown Marathon - Billy McMahon Marathon - Forrest Towns 110 m Hürden: Gold - Fritz Pollard, Jr. 110 m Hürden: Bronze - Roy Staley 110 m Hürden - Glenn Hardin 400 m Hürden: Gold - Joseph Patterson 400 m Hürden: 4. Platz - Dale Schofield 400 m Hürden - Harold Manning 3000 m Hindernis: 5. Platz - Glen Dawson 3000 m Hindernis: 8. Platz - Joe McCluskey 3000 m Hindernis: 10. Platz - Foy Draper 4 × 100 m Staffel: Gold - Harold Cagle 4 × 400 m Staffel: Silber - Robert Young 4 × 400 m Staffel: Silber - Edward O’Brien 4 × 400 m Staffel: Silber - Alfred Fitch 4 × 400 m Staffel: Silber - Albert Mangan 50 km Gehen: 21. Platz - Ernest Koehler 50 km Gehen: 23. Platz - Ernest Crosbie 50 km Gehen: 26. Platz - Cornelius Johnson Hochsprung: Gold - Dave Albritton Hochsprung: Silber - Delos Thurber Hochsprung: Bronze - Earle Meadows Stabhochsprung: Gold - William Sefton Stabhochsprung: 4. Platz - William Graber Stabhochsprung: 5. Platz - Bob Clark Weitsprung: 6. Platz Zehnkampf: Silber - John Brooks Weitsprung: 7. Platz - Rolland Romero Dreisprung: 5. Platz - Dudley Wilkins Dreisprung: 8. Platz - Billy Brown Dreisprung: 17. Platz - Sam Francis Kugelstoßen: 4. Platz - Jack Torrance Kugelstoßen: 5. Platz - Dimitri Zaitz Kugelstoßen: 6. Platz - Ken Carpenter Diskuswurf: Gold - Gordon Dunn Diskuswurf: Silber - Walter Wood Diskuswurf: 13. Platz - William Rowe Hammerwurf: 5. Platz - Donald Favor Hammerwurf: 6. Platz - Henry Dreyer Hammerwurf: 9. Platz - Alton Terry Speerwurf: 6. Platz - Lee Bartlett Speerwurf: 12. Platz - Malcolm Metcalf Speerwurf: 15. Platz - Glenn Morris Zehnkampf: Gold - Jack Parker Zehnkampf: Bronze | Frauen - Helen Stephens 100 m: Gold 4 × 100 m Staffel: Gold Diskuswurf: 9. Platz - Annette Rogers 100 m: 5. Platz 4 × 100 m Staffel: Gold Hochsprung: 6. Platz - Harriet Bland 100 m 4 × 100 m Staffel: Gold - Anne Vrana-O’Brien 80 m Hürden - Simone Schaller 80 m Hürden - Tidye Pickett 80 m Hürden - Betty Robinson 4 × 100 m Staffel: Gold - Alice Arden Hochsprung: 9. Platz - Kathlyn Kelley Hochsprung: 9. Platz - Gertrude Wilhelmsen Diskuswurf: 8. Platz Speerwurf: 7. Platz - Evelyn Ferrara Diskuswurf: 18. Platz - Martha Worst Speerwurf: 9. Platz - Betty Burch Speerwurf: 13. Platz |

### Moderner Fünfkampf
- Charles Leonard
Silber
- Dodd Starbird
7. Platz
- Frederick Weber
9. Platz

### Radsport
- Albert Byrd
Straßenrennen Einzel
Straßenrennen Team
4000 m Mannschaftsverfolgung: 11. Platz
- Charles Morton
Straßenrennen Einzel
Straßenrennen Team
4000 m Mannschaftsverfolgung: 11. Platz
- Paul Nixon
Straßenrennen Einzel
Straßenrennen Team
- John Sinibaldi
Straßenrennen Einzel
Straßenrennen Team
4000 m Mannschaftsverfolgung: 11. Platz
- Al Sellinger
Sprint
1000 m Zeitfahren: 10. Platz
Tandem: 5. Platz
- William Logan
Tandem: 5. Platz
4000 m Mannschaftsverfolgung: 11. Platz

### Reiten
- Stanton Babcock
Dressur Einzel: 23. Platz
Dressur Team: 9. Platz
- Isaac Kitts
Dressur Einzel: 25. Platz
Dressur Team: 9. Platz
- Hiram Tuttle
Dressur Einzel: 27. Platz
Dressur Team: 9. Platz
- Carl Raguse
Springreiten Einzel: 5. Platz
Springreiten Team: 4. Platz
Vielseitigkeit Einzel: 16. Platz
Vielseitigkeit Team
- William Bradford
Springreiten Einzel: 25. Platz
Springreiten Team: 4. Platz
- Cornelius Jadwin
Springreiten Einzel: 34. Platz
Springreiten Team: 4. Platz
- Earl Foster Thomson
Vielseitigkeit Einzel: Silber 
Vielseitigkeit Team
- John Willems
Vielseitigkeit Einzel
Vielseitigkeit Team

### Ringen
- Ross Flood
Bantamgewicht Freistil: Silber
- Frank Millard
Federgewicht Freistil: Silber
- Harley de Witt Strong
Leichtgewicht Freistil: 6. Platz
- Frank Lewis
Weltergewicht Freistil: Gold
- Richard Voliva
Mittelgewicht Freistil: Silber
- Ray Clemons
Halbschwergewicht Freistil: 5. Platz
- Roy Dunn
Schwergewicht Freistil

### Rudern
- Dan Barrow
Einer: Bronze
- John Houser
Doppelzweier: 5. Platz
- Bill Dugan
Doppelzweier: 5. Platz
- Harry Sharkey
Zweier ohne Steuermann
- George Dahm
Zweier ohne Steuermann
- Tom Curran
Zweier mit Steuermann
- Joe Dougherty
Zweier mit Steuermann
- George Loveless
Zweier mit Steuermann
- James Thomson
Vierer ohne Steuermann
- Eugene Fruehauf
Vierer ohne Steuermann
- George Hague
Vierer ohne Steuermann
- Alfred Sapecky
Vierer ohne Steuermann
- William Haskins
Vierer mit Steuermann
- Roger Cutler
Vierer mit Steuermann
- Paul Austin
Vierer mit Steuermann
- Robert Cutler
Vierer mit Steuermann
- Edward Bennett
Vierer mit Steuermann
- Roger Morris
Achter: Gold
- Charles Day
Achter: Gold
- Gordon Adam
Achter: Gold
- John White
Achter: Gold
- James „Jim“ McMillin
Achter: Gold
- George Hunt
Achter: Gold
- Joseph Rantz
Achter: Gold
- Donald Hume
Achter: Gold
- Bob Moch
Achter: Gold

### Schießen
- Ingals Fisher
Schnellfeuerpistole 50 m: 15. Platz
- Morris Doob
Schnellfeuerpistole 50 m: 24. Platz
- Dean Hudnutt
Schnellfeuerpistole 50 m
- Elliott Jones
Scheibenpistole 50 m: 6. Platz
- William Riedell
Scheibenpistole 50 m: 17. Platz
- Ralph Marshall
Scheibenpistole 50 m: 33. Platz

### Schwimmen
| Männer - Peter Fick 100 m Freistil: 6. Platz - Arthur Lindegren 100 m Freistil: 7. Platz - Arthur Highland 100 m Freistil - Jack Medica 400 m Freistil: Gold 1500 m Freistil: Silber 4 × 200 m Freistil: Silber - Ralph Flanagan 400 m Freistil: 4. Platz 1500 m Freistil: 5. Platz 4 × 200 m Freistil: Silber - John Macionis 400 m Freistil 4 × 200 m Freistil: Silber - James Cristy 1500 m Freistil - Paul Wolf 4 × 200 m Freistil: Silber - Ralph Gilman 4 × 200 m Freistil: Silber - Charles Hutter 4 × 200 m Freistil: Silber - Adolph Kiefer 100 m Rücken: Gold - Albert Vande Weghe 100 m Rücken: Silber - Taylor Drysdale 100 m Rücken: 4. Platz - Herbert Higgins 200 m Brust: 4. Platz - Ray Kaye 200 m Brust - Jack Kasley 200 m Brust | Frauen - Olive McKean 100 m Freistil: 6. Platz 4 × 100 m Freistil: Bronze - Katherine Rawls 100 m Freistil: 7. Platz 4 × 100 m Freistil: Bronze - Bernice Lapp 100 m Freistil 4 × 100 m Freistil: Bronze - Lenore Kight 400 m Freistil: Bronze - Mary Lou Petty 400 m Freistil: 4. Platz - Mavis Freeman 4 × 100 m Freistil: Bronze - Elizabeth Ryan 4 × 100 m Freistil: Bronze - Alice Bridges 100 m Rücken: Bronze - Edith Motridge 100 m Rücken: 4. Platz - Dorothy Schiller 200 m Brust - Iris Cummings 200 m Brust - Anne Govednik 200 m Brust |

### Segeln
- Frank Jewett
O-Jolle: 9. Platz
- William Waterhouse
Zweimann-Kielboot: 5. Platz
- Woody Metcalf
Zweimann-Kielboot: 5. Platz
- Carl Paul
6 m Klasse: 9. Platz
- Charles Garner
6 m Klasse: 9. Platz
- John Wallace
6 m Klasse: 9. Platz
- Morgan Adams
6 m Klasse: 9. Platz
- William Bartholomae
6 m Klasse: 9. Platz
- Antonia Churchill
8 m Klasse: 10. Platz
- Frederick Shick
8 m Klasse: 10. Platz
- Karl Dorsey
8 m Klasse: 10. Platz
- Owen Churchill
8 m Klasse: 10. Platz
- Robert Sutton
8 m Klasse: 10. Platz
- William Keane
8 m Klasse: 10. Platz

### Turnen
| Männer - Frank Cumiskey Mehrkampf Einzel: 48. Platz Mehrkampf Team: 10. Platz Bodenturnen: 88. Platz Pferdsprung: 45. Platz Barren: 41. Platz Reck: 15. Platz Ringe: 82. Platz Seitpferd: 21. Platz - Fred Meyer Mehrkampf Einzel: 65. Platz Mehrkampf Team: 10. Platz Bodenturnen: 67. Platz Pferdsprung: 44. Platz Barren: 61. Platz Reck: 50. Platz Ringe: 98. Platz Seitpferd: 18. Platz - George Wheeler Mehrkampf Einzel: 67. Platz Mehrkampf Team: 10. Platz Bodenturnen: 23. Platz Pferdsprung: 24. Platz Barren: 34. Platz Reck: 65. Platz Ringe: 87. Platz Seitpferd: 89. Platz - Chet Phillips Mehrkampf Einzel: 77. Platz Mehrkampf Team: 10. Platz Bodenturnen: 43. Platz Pferdsprung: 60. Platz Barren: 30. Platz Reck: 87. Platz Ringe: 88. Platz Seitpferd: 82. Platz - Artie Pitt Mehrkampf Einzel: 82. Platz Mehrkampf Team: 10. Platz Bodenturnen: 89. Platz Pferdsprung: 72. Platz Barren: 87. Platz Reck: 59. Platz Ringe: 75. Platz Seitpferd: 69. Platz - Frank Haubold Mehrkampf Einzel: 83. Platz Mehrkampf Team: 10. Platz Bodenturnen: 83. Platz Pferdsprung: 77. Platz Barren: 80. Platz Reck: 79. Platz Ringe: 89. Platz Seitpferd: 58. Platz - Alfred Jochim Mehrkampf Einzel: 85. Platz Mehrkampf Team: 10. Platz Bodenturnen: 62. Platz Pferdsprung: 94. Platz Barren: 96. Platz Reck: 79. Platz Ringe: 52. Platz Seitpferd: 76. Platz - Kenny Griffin Mehrkampf Einzel: 90. Platz Mehrkampf Team: 10. Platz Bodenturnen: 82. Platz Pferdsprung: 76. Platz Barren: 59. Platz Reck: 93. Platz Ringe: 68. Platz Seitpferd: 96. Platz | Frauen - Consetta Caruccio-Lenz Mehrkampf Team: 5. Platz - Jennie Caputo Mehrkampf Team: 5. Platz - Irma Haubold Mehrkampf Team: 5. Platz - Margaret Duff Mehrkampf Team: 5. Platz - Ada Lunardoni Mehrkampf Team: 5. Platz - Adelaide Meyer Mehrkampf Team: 5. Platz - Mary Wright Mehrkampf Team: 5. Platz - Marie Kibler Mehrkampf Team: 5. Platz |

### Wasserball
- Männer
9. Platz
- Herb Wildman
- Charley Finn
- Harold McCallister
- Dixon Fiske
- Wally O'Connor
- Kenneth Beck
- Phil Daubenspeck
- Ray Ruddy
- Fred Lauer

### Wasserspringen
| Männer - Dick Degener Kunstspringen: Gold - Marshall Wayne Kunstspringen: Silber Turmspringen: Gold - Al Greene Kunstspringen: Bronze - Elbert Root Turmspringen: Silber - Frank Kurtz Turmspringen: 5. Platz | Frauen - Marjorie Gestring Kunstspringen: Gold - Katherine Rawls Kunstspringen: Silber - Dorothy Poynton Kunstspringen: Bronze Turmspringen: Gold - Velma Dunn Turmspringen: Silber - Cornelia Gilissen Turmspringen: 5. Platz |